# Joyce Ching
Joyce Giselle Palad Ching conocida artísticamente como Joyce Ching (nacida el 5 de enero de 1995 en San Ildefonso, Bulacan), es una actriz, cantante y modelo comercial filipina.

## Biografía
Joyce asistió al colegio "Montessori De San Ildefonso", donde cursó el primer año hasta el segundo. Terminó sus estudios secundarios en Makati en el "Integrated Christian Academy" en abril de 2011, recibiendo una medalla y un trofeo denominado "Premio de Carácter Cristiano", siendo uno de los más destacados.

## Carrera
Joyce comenzó su carrera en la televisión en 2005, cuando se unió a un programa llamado "Bubble Gang Jr". Hizo decenas de anuncios o cortes publicitarios, como actriz trabajó en algunas series de televisión interpretando a pequeños personajes, aunque siendo una de las más elegidas por los productores. Su gran oportunidad le llegó, cuando ella consiguió para interpretar a su personaje principal llamado "Shirley" en la nueva versión de la serie "Endless Love Koreanovela", contrario a la serie "Barbie Forteza" y "Joshua Dionisio", que fue difundida por la red de "GMA Network". Ella también participó en la serie titulada "Reel Love Presents: Tween Hearts", unterpretando a "Ligaya aka Aya", una chica que habla con la naturaleza. Conoció además a Kristofer Martin, en las series como Reel Love Presents: Tween Hearts, Munting Heredera y Ikaw Lang Ang Mamahalin. Se dice que ambos mantuvieron una relación amorosa, durante el rodaje de estas series televisivas.

## Filmografía

### Televisión
| Año       | Título                           | Personaje                        | Canal       | Notas           |
| 2022      | Abot-Kamay na Pangarap           | Faith Villar-Castillo            | GMA Network | Main Cast       |
| 2013      | Dormitoryo                       | Airiz de Ocampo                  | GMA Network |                 |
| 2013      | Anna Karenina                    | Anna Karenina "Nina" Fuentebella | GMA Network | Main Cast       |
| 2013      | Indio                            | Alunsina                         | GMA Network | Guest Role      |
| 2012      | Paroa: Ang Kuwento ni Mariposa   | Becca                            | GMA Network | Supporting Role |
| 2011-2012 | Ikaw Lang Ang Mamahalin          | Clarissa De los Angeles          | GMA Network | Main Cast       |
| 2011      | Munting Heredera                 | Kyla Montereal †                 | GMA Network | Supporting Role |
| 2010-2011 | Koreana                          | Amy Shin                         | GMA Network | Supporting Role |
| 2010-2012 | Reel Love Presents: Tween Hearts | Ligaya "Aya" Chan                | GMA Network | Main Cast       |
| 2010      | Endless Love                     | young Shirley                    | GMA Network | Young Role      |
| 2010      | First Time                       | Bea                              | GMA Network | Supporting Role |
| 2008      | Batang X: The Next Generation    | Little Ms. Mimi                  | TV5         | Main Cast       |
| 2007      | Lupin                            | young Brigitte Maisog            | GMA Network | Young Role      |
| 2006      | Pinakamamahal                    | young Nanette Casayuran          | GMA Network | Young Role      |
| 2005-2006 | Now and Forever presents: Agos   | young Erika                      | GMA Network | Young Role      |

### Drama Antología
| Año  | Título                               | Personaje      | Canal       | Notas     |
| 2013 | Magpakailanman:Ang Pakawalang Anghel | Michelle Perez | GMA Network | Lead Role |
| 2013 | Maynila: Wait for Love               | Rina           | GMA Network | Lead Role |
| 2012 | Maynila: Heart of Mine               | Aimee          | GMA Network | Lead Role |
| 2012 | Maynila: Bestfriends for Love        | Tin            | GMA Network | Lead Role |
| 2012 | Maynila: It's Complicated            | Faye           | GMA Network | Lead Role |
| 2012 | Maynila: Brave Heart                 | Karen          | GMA Network | Lead Role |
| 2012 | Maynila: Balik-Puso                  | Cheska         | GMA Network | Lead Role |
| 2011 | Maynila: Officially Yours            | Kate           | GMA Network | Lead Role |
| 2011 | Maynila: Young Love in Trouble       | Joy            | GMA Network | Lead Role |
| 2011 | Maynila: Lazy Lily                   | Lily           | GMA Network | Lead Role |

### Otros TV Shows
| Año       | Título          | Personaje | Canal       | Notas                            |
| 2013      | Bubble Gang     | Herself   | GMA Network | Bagong Gang Contestant/Main Cast |
| 2010-2013 | Party Pilipinas | Herself   | GMA Network | Performer                        |
| 2005      | Bubble Gang Jr. | Herself   | GMA Network | Main Cast                        |

### Películas
| Año  | Título                                  | Personaje  | Película                      | Notas         |
| 2013 | Gabriel (Ito Ang Kuwento)               | TBA        | Sun Stars Film                | Lead Role     |
| 2012 | Si Agimat, si Enteng Kabisote at si Ako | as herself | GMA Films & APT Entertainment | Extended Cast |
| 2011 | Babang Luksa                            | Irene      | GMA Films                     | Main Cast     |
| 2011 | Tween Academy: Class of 2012            | Ashley     | GMA Films                     | Main Cast     |

## Premios y nominaciones
| Año  | Premio                                | Categoría                             | Nominaciones                 | Resultados |
| 2011 | 8th ENPRESS Golden Screen Awards      | Award Presentor with Kristofer Martin | —                            | —          |
| 2011 | Gintong Kabataan Awards               | —                                     | —                            | Ganador    |
| 2012 | 28th PMPC Star Awards for Movies      | New Movie Actress of the Year         | Tween Academy: Class of 2012 | Nominado   |
| 2012 | 1st Party Pilipinas Most Liked Awards | Most Liked Loveteam                   | —                            | Ganador    |
| 2013 | FAMAS Awards                          | German Moreno Youth Achievement Award | —                            | Ganador    |